# Confession (1937)
Confession ist ein US-amerikanischer Spielfilm von Joe May aus dem Jahr 1937 mit Kay Francis in der Hauptrolle. Es ist ein Remake des Films Mazurka mit Pola Negri aus dem Jahr 1935.

## Handlung
Die Geschichte beginnt in einem Nachtklub. Der bekannte Pianist Michael Michailow kommt in Begleitung der jungen Lisa Kowalska und beide verbringen einen Abend in größter Vertraulichkeit. Sie werden von der alten und verbitterten Cabaretsängerin Vera Kowalska beobachtet. Beim Hinausgehen greift Vera nach einer Waffe und erschießt Michael. Die übrige Handlung erzählt die Vorgeschichte, die zu der Tat führte. Vera Kowalska, so stellt sich heraus, ist die Mutter von Lisa Kowalska und wurde vor einigen Jahrzehnten von Michael verführt und sitzengelassen. Sie sinkt immer tiefer und tiefer und muss am Ende sogar ihre geliebte Tochter in ein Internat geben. Das Ende des Films verspricht Hoffnung für Vera auf eine bessere Zukunft.

## Hintergrund
Kay Francis verdiente im Jahr 1936 227.000 US-Dollar und ihre Einkünfte für 1937 beliefen sich auf 209.000 US-Dollar, womit sie zum höchstbezahlten weiblichen Star des Studios Warner Brothers wurde. Ihr Erfolg an der Kinokasse basierte auf ihrer Fähigkeit, auch sentimentale und unglaubwürdige Geschichten mit Selbstbewusstsein und Integrität zu spielen. Dazu kam ihr Ruf, zu den bestangezogenen Frauen der USA zu zählen. 1936 wurde ihr der Titel Best Dressed Woman in Movies verliehen, den sie gegen die Konkurrenz von Marlene Dietrich, Joan Crawford, Norma Shearer und Carole Lombard gewann. Nach dem Misserfolg als Florence Nightingale in The White Angel war der Status von Francis als Star allerdings gefährdet und das Studio unternahm 1937 alles, um die Schauspielerin erneut ihren Fans nahezubringen.
Das Remake von Mazurka, der eine wahre Begebenheit aus dem Jahr 1930 zum Thema hatte, schien eine ideale Wahl zu sein, da die Geschichte erst im Vorjahr Pola Negri zu einem spektakulären Comeback in Deutschland verholfen hatte. Die Story enthielt alle Bestandteile, die die weiblichen Fans von Francis erwarteten: dramatische Verwicklungen, unglückliche Liebe, Muttergefühle und emotionale Momente. Die Dreharbeiten waren von zahlreichen Änderungen betroffen. Ursprünglich sollte William Dieterle die Regie übernehmen, ehe das Studio den Regisseur Joe May engagierte. Als Mann an Francis Seite war zunächst Fredric March vorgesehen, der mit Francis bereits in der Vergangenheit mehrmals zusammen gespielt hatte. Aufgrund von Verzögerungen im Drehplan von Denen ist nichts heilig an der Seite von Carole Lombard war March jedoch unabkömmlich und die Rolle ging an Basil Rathbone.
Dann wurde versucht, das gesamte Vorhaben mit Bette Davis und Warner Baxter in den Hauptrollen zu realisieren. Auch der Titel machte einige Änderungen durch: nachdem zwischenzeitlich Mazurka und dann One Hour of Romance vorgesehen waren, entschied Produzent Hal B. Wallis schließlich, der Titel Confession (deutsch: „Geständnis“) würde besser zu einem Kay-Francis-Film passen. Die Dreharbeiten fanden Anfang 1937 statt und waren von großen Spannungen des Regisseurs mit Schauspielern und Produktionschef überschattet. May, der von dem Originalfilm so begeistert war, stand teilweise mit der Stoppuhr neben dem Set, um eine exakte Kopie zu erhalten. Besonders Kay Francis litt unter dem drakonischen Regime von Joe May und sie schrieb am 9. März 1937 in ihr Tagebuch:

„Zum ersten Mal in neun Jahren habe ich mich geweigert, zu arbeiten“

Am Ende lieferte Francis nach Ansicht der Kritiker eine ihrer besten dramatischen Darstellungen. Die Einspielergebnisse waren jedoch nicht so hoch wie erwartet. Einer der Gründe lag in einem Überangebot vergleichbarer Filme. Gladys George in Die zweite Mutter und Barbara Stanwyck in Stella Dallas hatten kurz vorher bereits vergleichbare Studien weiblicher Selbstaufgabe geliefert und damit viel Geld an der Kinokasse verdient.

## Kritik
In Variety wurde der Erfolg des Films als entscheidend für die weitere Entwicklung von Francis’ Karriere angesehen:

„"Confession" ist gut produziertes Paradestück für Kay Francis und ein Film, der ihre Glaubwürdigkeit als dramatische Schauspielerin unterstreichen wird. [...] Die Verantwortung für den kommerziellen Erfolg liegt allein auf den Schultern von Miss Francis. Trotz einiger sehr guter Nebendarsteller ist das allein ihr Film. Es ist ihre wichtigste Produktion seit Jahren und der ideale Stoff für jede dramatische Schauspielerin.“

## Kinoauswertung
Die Produktionskosten lagen bei 513.000 US-Dollar und entsprachen dem Budget für einen typischen Kay-Francis-Film dieser Zeit. An der Kinokasse erwies sich der Film als unpopulär und spielte in den USA lediglich 457.000 US-Dollar ein, zu denen nur geringe 187.000 US-Dollar von den Auslandsmärkten hinzukamen. Am Ende stand ein Gesamtergebnis von 644.000 US-Dollar.